# Gabriele Sella
Gabriele Sella (Cavarzere, 15 de abril de 1963–Fasana Polesine, 2 de junio de 2010) fue un deportista italiano que compitió en ciclismo en la modalidad de pista. Ganó una medalla de bronce en el Campeonato Mundial de Ciclismo en Pista de 1984, en la prueba de tándem.

## Medallero internacional
| Campeonato Mundial | Campeonato Mundial | Campeonato Mundial | Campeonato Mundial |
| Año                | Lugar              | Medalla            | Competición        |
| ------------------ | ------------------ | ------------------ | ------------------ |
| 1984               | Barcelona (España) | Medalla de bronce  | Tándem (A)         |